# Лиисберг, Карл Фредерик
Карл Фредерик Лиисберг (дат. Carl Frederik Liisberg; 15 мая 1860, Орхус — 19 апреля 1909, Фредериксберг) — датский скульптор-анималист и живописец по фарфору.

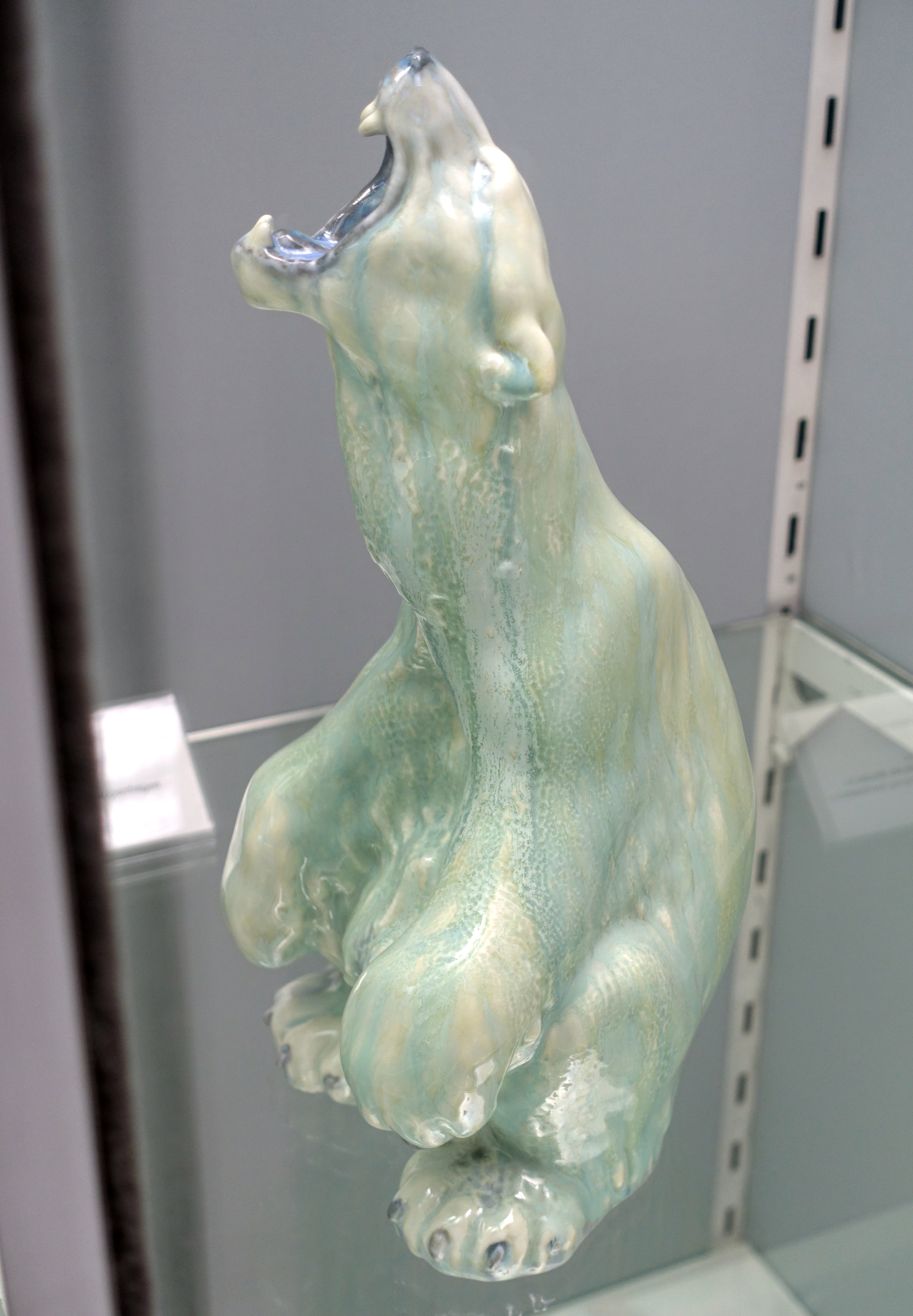
Белый медведь

Лиисберг был одним из первых сотрудников Арнольда Крога на Королевской фарфоровой мануфактуре в Копенгагене. Сыграл важную роль в развитии производства художественных изделий датского, или «копенгагенского», фарфора периода модерна, в частности, в создании натуралистических моделей фигур животных из фарфора. На Всемирной выставке 1889 года в Париже датские мастера продемонстрировали фигуры животных из белого фарфора — медведей на льдинах по моделям Лиисберга — они имели огромный успех. Карл Фредерик занимался также рисованием животных с натуры, пейзажной живописью и графикой.
Преждевременно скончался в возрасте сорока восьми лет во Фредериксберге. Похоронен в Копенгагене на Западном кладбище.
Сын скульптора, Карл Хуго Лиисберг (23 июля 1896, Копенгаген — 12 апреля 1958, Хиллерёде), также был скульптором-анималистом.